# Церква святого великомученика Димитрія Солунського (Вербівка)
Церква святого великомученика Димитрія Солунського у Вербівці — парафія і храм Борщівського благочиння Тернопільської єпархії Православної церкви України в селі Вербівка Чортківського району Тернопільської области.
Оголошена пам'яткою архітектури місцевого значення (охоронний номер 410).

## Історія церкви
Село мало свій храм, який належав до парафії села Турильче. Хоча точна дата будівництва невідома, під час ремонту у 2004 році в куполі знайшли дату — 1872 рік. Імовірно, це рік добудови, оскільки, за переказами старожилів, спочатку існувала лише капличка.
Парафію обслуговували священники з села Турильче.
У період комуністичного атеїзму церква була закрита з 1951 по 1988 рік.
У 2004 році за підтримки мецената, уродженця села Зоновія Шепанонського, був проведений капітальний ремонт. Було перекрито дах, поштукатурено фасад, оновлено розписи та встелено тротуарну плитку.
У 2007 році придбали Євангеліє, напрестольний хрест, кадило, фелони та інше церковне начиння.
У 2010 році встановили нову ковану браму.

## Парохи
- о. Сергій Борис.